# 地方公務員災害補償法
地方公務員災害補償法（ちほうこうむいんさいがいほしょうほう、昭和42年8月1日法律第121号）は、地方公務員等の公務上の災害（負傷、疾病、障害または死亡をいう）または通勤による災害に対する補償（以下「補償」という）の迅速かつ公正な実施を確保するため、地方公共団体等に代わって補償を行う基金の制度を設け、その行う事業に関して必要な事項を定めるとともに、その他地方公務員等の補償に関して必要な事項を定め、もって地方公務員等およびその遺族の生活の安定と福祉の向上に寄与することに関する法律である。

## 構成
- 第一章　総則（第1条・第2条）
- 第二章　基金（第3条―第23条）
- 第三章　補償及び福祉事業（第24条―第48条）
- 第四章　費用の負担（第49条・第50条）
- 第五章　不服申立て及び訴訟（第51条―第56条）
- 第六章　雑則（第57条―第68条）
- 第七章　非常勤の地方公務員等（第69条―第71条）
- 第八章　罰則（第72条―第74条）
- 附則